# 広田村 (長崎県)
広田村（ひろだむら）は、長崎県東彼杵郡にあった村。1927年（昭和2年）に早岐町へ編入した。
現在の佐世保市早岐地域の南部にあたる。

## 地理
村域を流れる小森川は早岐瀬戸に注ぎ、西岸に針尾島を望む。「広田」の地名は、広い水田地帯があったためと伝わる。
- 山：二ツ岳、白石岳
- 河川：小森川、金田川

## 沿革
- 1889年（明治22年）4月1日 - 町村制施行により、東彼杵郡広田村が単独村制にて発足。
- 1927年（昭和2年）4月1日 - 東彼杵郡早岐町に編入され、広田村は自治体として消滅。

## 地名
免を行政区域とする。広田村は1889年の町村制施行時に単独で自治体として発足したため、大字は無し。
- 浦川内免
- 崎岡免
- 重尾免
- 宮崎免

## 名所・旧跡
- 三島山古墳[2]
- 住吉神社[3]- 古名は住吉大明神・西海総社住吉宮
- 広田城跡（重尾免）
- 舳峰峠（へのみねとうげ - 重尾免。重尾峠、番所峠とも）

## 広田村出身の著名人
- 富田愿之助（政治家、医師）